# 巴比倫娛樂場
巴比倫娛樂場位於澳門新口岸區漁人碼頭的勵駿碼頭末端。毗鄰澳門金沙娛樂場。
巴比倫娛樂場是一個賭場，附設一個商場，內有餐廳和成衣等供應。
2023年1月1日，新輪十年期賭牌合同正式實施，澳娛綜合轄下的衛星賭場之一的巴比倫娛樂場，在合同實施後正式結束營運。

## 外部連結
- 澳門漁人碼頭網站 （页面存档备份，存于）

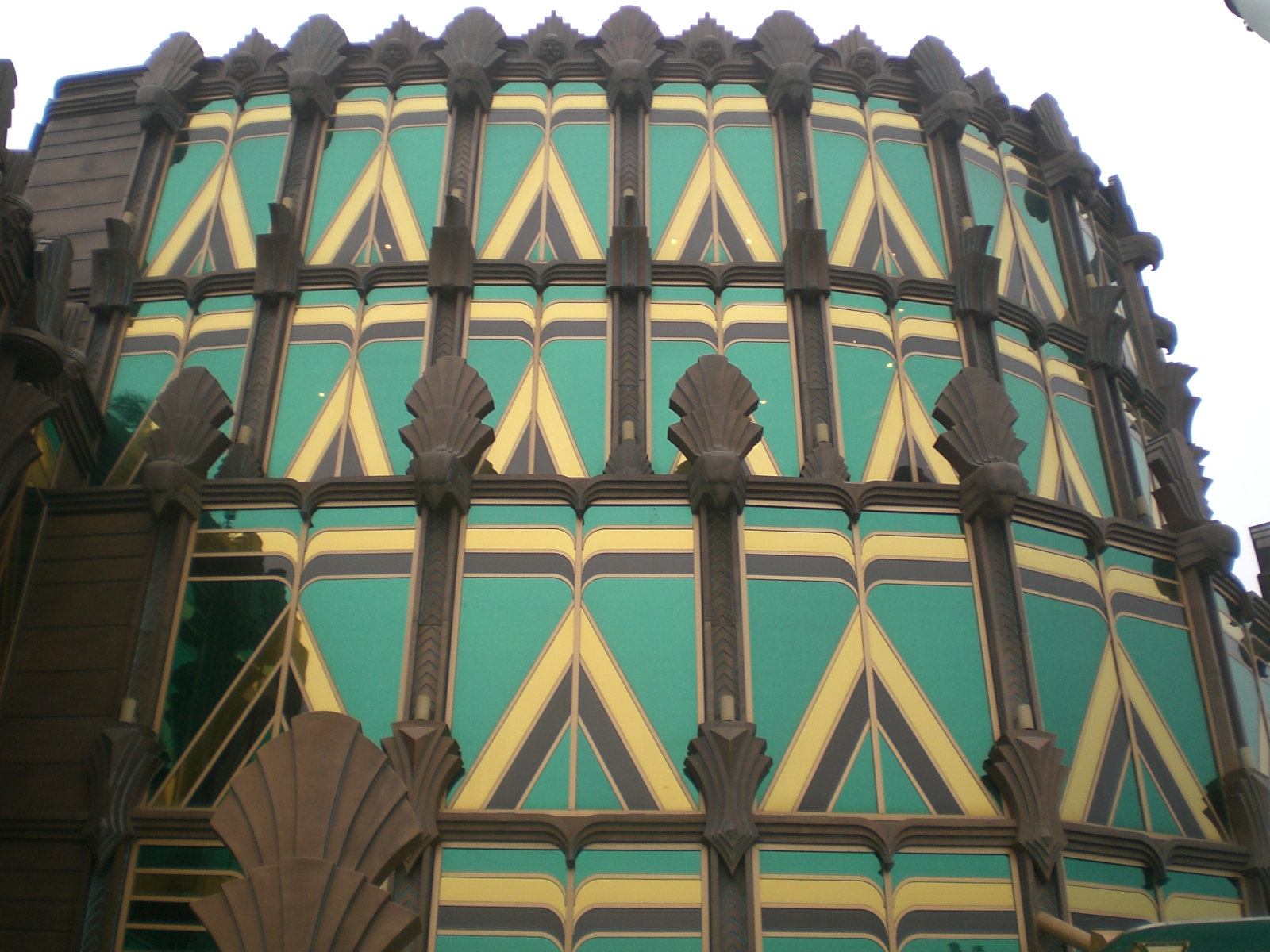
巴比倫娛樂場
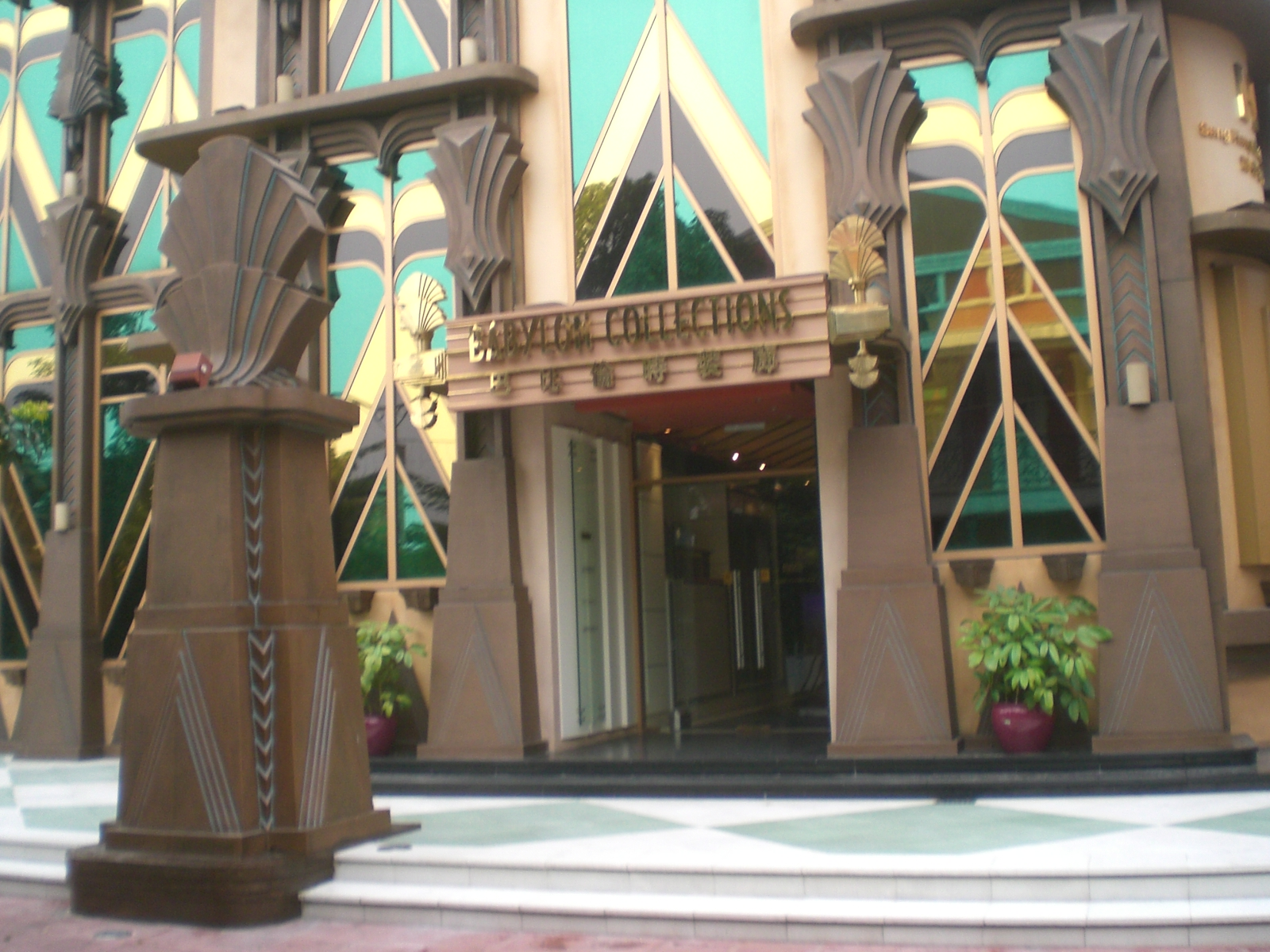
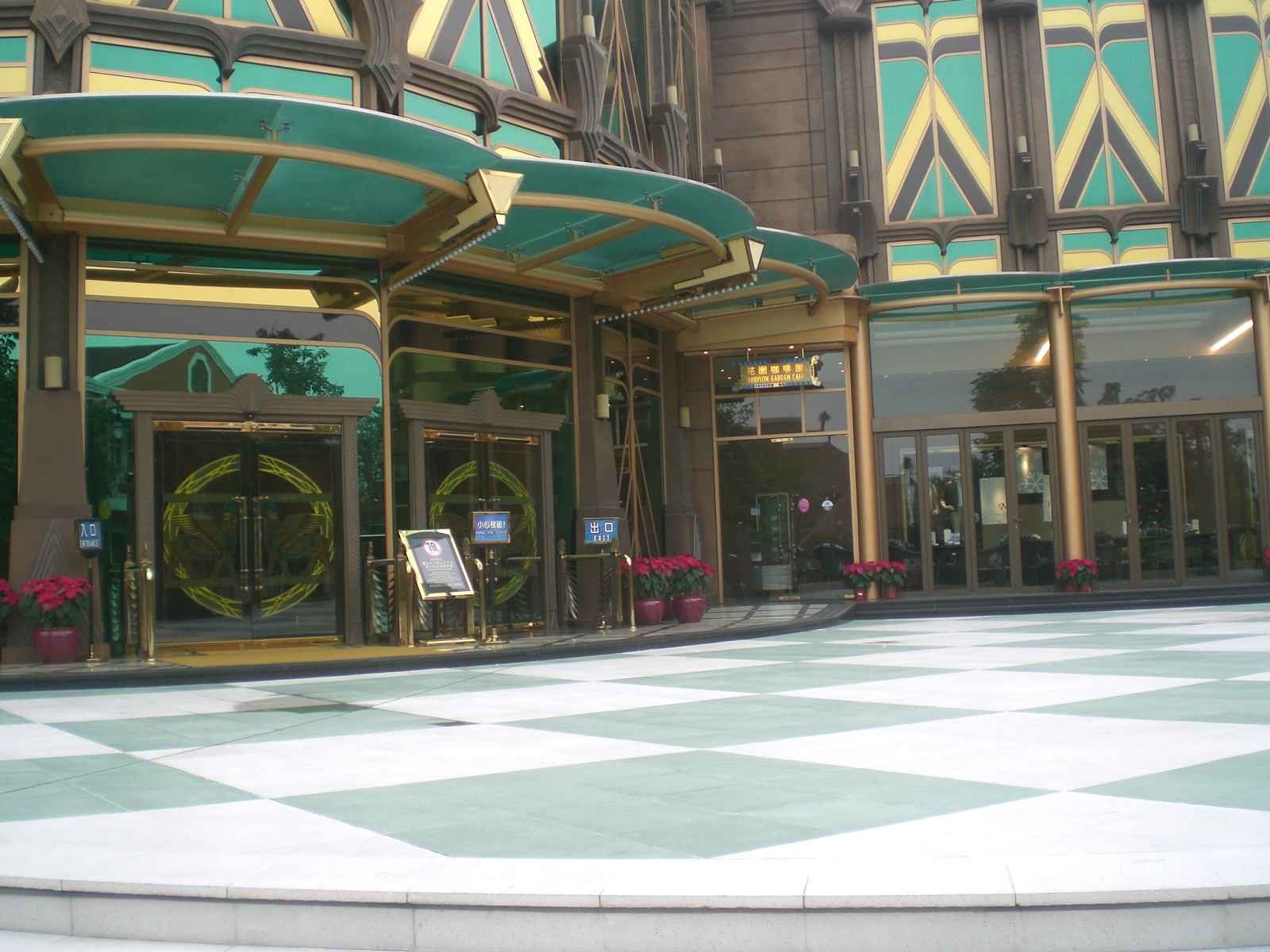